# グリニッジ図書館
グリニッジ図書館（ぐりにっじとしょかん、Greenwich Library）はアメリカ合衆国コネチカット州グリニッジにある図書館である。

## 概要
1876年、何人かの有志らによって創立。図書館内にはトレーダー専用ルームや店などが併設されている。